# Emilio Carelli
Emilio Carelli (ur. 21 maja 1952 w Cremie) – włoski dziennikarz i polityk, poseł do Izby Deputowanych.

## Życiorys
W 1975 ukończył studia humanistyczne na Katolickim Uniwersytecie Najświętszego Serca w Mediolanie. Od 1980 pracował jako dziennikarz w koncernie medialnym Fininvest. Zaczynał jako wydawca i korespondent stacji telewizyjnej Canale 5, pracował też w Rete 4 i Italia 1. Był m.in. redaktorem programu informacyjnego Notizienotte. Od 1986 pracował w Rzymie, do 1992 współtworzył program Parlamento in. W 1989 objął stanowisko wicedyrektora serwisów informacyjnych koncernu, a w 1991 został zastępcą dyrektora redakcji Studio Aperto. W 1992 jako wicedyrektor współtworzył redakcję TG5, w 2000 został zastępcą dyrektora serwisu internetowego TGcom. W 2003 organizował kanał telewizyjny Sky TG24, którym zarządzał do 2011. W latach 2002–2008 wykładał na macierzystej uczelni. W 2013 został nauczycielem akademickim na Papieskim Uniwersytecie Laterańskim oraz wiceprezesem organizacji gospodarczej Confindustria Radio Tv.
W wyborach w 2018 z ramienia Ruchu Pięciu Gwiazd uzyskał mandat posła do Izby Deputowanych XVIII kadencji. W 2021 dołączył do ugrupowania Coraggio Italia, a w 2022 przystąpił do frakcji ruchu politycznego Insieme per il Futuro.